# 蒙捷
蒙捷（法語：Montiers，法語發音：[mɔ̃tje]）是法国瓦兹省的一个市镇，位于该省中北部，属于克莱蒙区。

## 地理
蒙捷（49°30'2"N, 2°34'41"E）面积7.89 平方千米，位于法国上法蘭西大區瓦兹省，该省份为法国北部内陆省份，北起索姆省，西接厄尔省和滨海塞纳省，南至塞纳-马恩省和瓦兹河谷省，东临埃纳省。
与蒙捷接壤的市镇（或旧市镇、城区）包括：莱格朗捷、梅内维莱尔、拉讷维尔鲁瓦、普龙勒鲁瓦、圣马丹奥布瓦、瓦克穆兰。

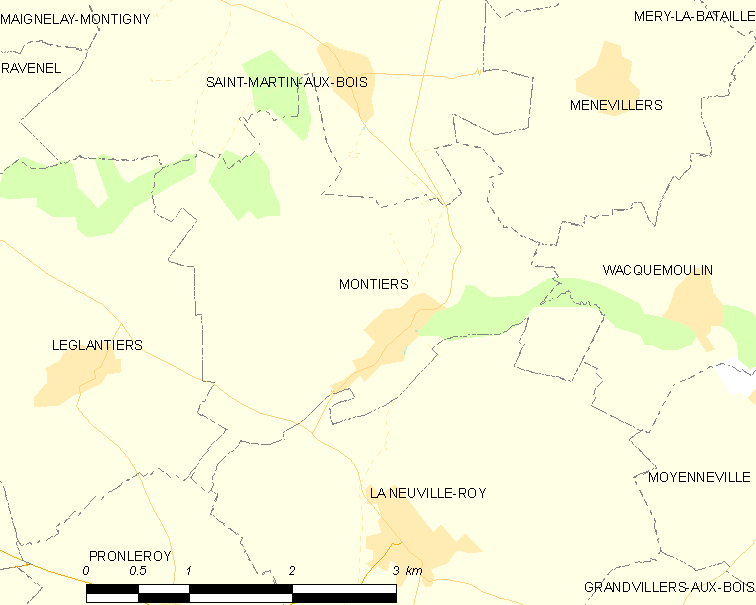
蒙捷的OSM定位图

蒙捷的时区为UTC+01:00、UTC+02:00（夏令时）。

## 行政
蒙捷的邮政编码为60190，INSEE市镇编码为60418。

## 政治
蒙捷所属的省级选区为埃斯特雷圣但尼县。

## 人口

1962-2008年间蒙捷人口变化图示

蒙捷于2022年1月1日时的人口数量为396人。